# 冀县 (中华民国)
冀县，中国旧县名，今河北省衡水市冀州区的前身。

## 历史
中华民国初年，全国废州。与河北省省内的诸直隶州类似，民国二年（1913年）二月，冀州直隶州的直辖地改置冀县:117，属冀南道（次年改名大名道）。民国十七年（1928年）。全国废道，冀县直属河北省。1936年，属南宫行政区。1937年，属河北省第十四行政督察區。
1937年七七事变后，河北全省逐步沦陷。中国共产党武装在河北及冀县开武装斗争。1938年4月15日，冀南军政委员会成立，设冀县抗日民主政府。1939年2月9日，侵华日军占领冀县。1940年，隶属國民政府河北省政府的冀县政府自行消亡。1941年8月15日，中共政权将冀县归属晋冀鲁豫边区冀南区十四专区。1942年“四·二九”后，冀县归冀南六分区领导。 
1944年冬至1945年春，冀县城外诸据点日伪军已因战争形势陆续缩回县城内。1945年8月15日，冀鲁豫军区冀南作战指挥部发布大反攻命令。军区第27团及第五军分区地方武装和人民武装被编为第六梯队。8月16日，第六梯队张刚剑部在冀县游击队和民兵武装紧密配合下，冒雨进抵冀县县城。当时，守城日伪军因慑于八路军和地方武装的攻势，已先期逃遁。8月17日，八路军和地方武装收复县城，是谓“冀县县城解放”。
1945年8月之后，中共政权将冀县改属冀南区五专区。1946年2月，各边区及交叉村分归原属，恢复旧县治，冀南行署正式命名“冀县人民政府”，并归五专署领导。國民政府方面，在1947年中華民國內政部编撰的《中華民國行政區域簡表》中，冀县县域面积约为957.34平方公里，人口292937人:117。
1948年9月26日，华北人民政府成立，冀县属华北行政区冀南五专区。1949年8月1日，河北省人民政府成立，冀县划归河北省衡水专区。1952年11月7日，冀县等县改属石家庄专区。1958年12月20日，撤销冀县并入衡水县（亦属石家庄专区）。1961年7月9日，衡水大县分开，冀县、枣强县划出，合为冀县。1962年1月1日，析冀县为冀县、枣强两县，冀县仍为原建制。同年6月27日，复置衡水专区，冀县仍属衡水专区。1970年，衡水专区改为衡水地区，冀县仍隶之。
1990年12月26日，河北省人民政府提请《关于撤销冀县设立冀州市的请示》。经中国国务院批准，1993年9月22日，民政部同意撤销冀县，设立冀州市（县级），以原冀县的行政区域为冀州市的行政区域。不增加机构和人员编制。